# D-Yikes
D-Yikes is aflevering 1106 (#159) van de Amerikaanse animatieserie South Park van de zender Comedy Central. Hij is voor het eerst op 11 april 2007 uitgezonden op de Amerikaanse televisie. Deze aflevering is een parodie op de film 300, die enkele weken voor deze uitzending in première ging. Geparodieerd wordt onder andere de voice-overstem, de slow motion bij actiescènes en de Perzen en Spartanen. De Spartanen zijn in dit geval vervangen door lesbiennes (niet Sparta, maar Lesbos), die een eigen bar hebben, en die niet willen laten overnemen door de Perzen.

## Verhaal
Garisson stormt de klas in en schreeuwt, omdat haar man haar heeft gedumpt. Ze is kwaad en geeft daarom de opdracht aan iedere jongen in de klas dat hij het boek "De oude man en de zee" van Ernest Hemingway moet lezen in één weekend, en daarover een verslag moet schrijven. Cartman, Kyle, Kenny en Stan geven de opdracht aan een aantal Mexicanen om het boek te lezen, en het werk voor hen te doen.
Ondertussen ontmoet Garrison een vrouw genaamd Allison. Allison stelt voor om naar de vrouwenbar "Les Bos" te gaan. Garrison is echter geschokt wanneer ze erachter komt dat het een lesbobar is. Na een bezoek aan het toilet is Garrison helemaal van gedachte veranderd, want Alisson en Garrison vrijen samen.
Cartman en de anderen gaan weer terug naar de Mexicanen die het boek voor hen hadden gelezen. Hoewel ze het verhaal van het boek perfect begrepen, is er een klein misverstand, de Mexicanen hebben namelijk een brief geschreven naar hun vrienden ("eses") in plaats van opstellen (essays) te schrijven. Cartman en de anderen lijken nu in problemen te verkeren, totdat ze weer in de klas zitten. Garrison is nu veel opgewekter dan voor het weekend, en ze geeft de jongens meer tijd om aan hun opstel te werken.
Garrison gaat regelmatig terug naar de lesbobar. Ze lijkt het er naar haar zin te hebben, en ze kan goed overweg met alle andere vrouwen. Dan wordt bekend dat de bar wordt overgenomen door een groep Perzen. Zij willen er een Perzische dansclub van maken.
De vrouwen van de bar gaan naar de burgemeester, maar die onderneemt geen enkele actie. Kort daarna komt een groep Perzen naar de vrouwen om mee te delen dat de vrouwen gewoon nog welkom zijn, maar dat het geen lesbobar meer is. Garrison schopt de man in zijn testikels. Hij gaat terug naar de Perzen, en komt even later terug met een groep van zestig andere Perzen om de bar in bezit te nemen. De vrouwen staan buiten de bar om de Perzen tegen te houden, die door mrs. Garrison worden aangevoerd, zoals Leonidas I de Spartanen bij de slag bij Thermopylae aanvoerde. Na een gevecht trekken de Perzen zich terug.
Garrison vindt dat er voor hun bar een spion bij de Perzen moet gaan, zodat ze, wanneer ze iets illegaals zien, ze hen kunnen zwartmaken. Garrison gaat naar de Mexicanen toe en geeft een van hen de opdracht de Perzen te bespioneren. De Mexicaan vindt uit dat Xerxes, de leider van de Perzen, eigenlijk een vrouw is. Garrison vertelt het Xerxes persoonlijk, en Xerxes weet niet wat ze nu moet doen, nu bekend is dat ze een vrouw is. Er vindt een herhaling plaats van wat ook met Garrison gebeurde. Xerxes wordt ook een lesbienne. Garrison en Xerxes vrijen samen, en zijn ook Xerxes is voortaan te vinden in de lesbobar. Het plan van een Perzische dansclub is van de baan.
Op school wordt Garrison vervangen door een groep Mexicanen. Het blijken goede leraren te zijn. Kyle zegt zelfs dat ze eindelijk eens wat leren.